# Vlasta Javořická
Vlasta Javořická, vlastním jménem Marie Barešová, provdaná Zezulková (25. března 1890 Studená u Telče – 1. srpna 1979 Velký Újezd u Moravských Budějovic) byla česká spisovatelka, autorka velkého počtu románů a povídek z venkova, jejichž osou jsou především milostné příběhy.

## Život
Vlasta Javořická pocházela z lékařské rodiny. V jednadvaceti letech se provdala za Františka Zezulku, účetního místní továrny na masné výrobky a vychovala šest dětí (pět vlastních a jednoho přijatého sirotka po zemřelé příbuzné). Roku 1912 se s manželem přestěhovala do Tišnova, ale po neúspěšném manželově pokusu založit si zde vlastní podnik se v roce 1916 vrátila zpět do Studené a své rodiště již opouštěla jen výjimečně.
Prvotinou Vlasty Javořické byla povídka Splněná tužba, která vyšla roku 1915 v Brněnských ilustrovaných listech, poté publikovala v celé řadě katolických kalendářů a regionálních periodik, později i v celostátních listech vydávaných Československou stranou lidovou (například v deníku Lidová demokracie a brzy začala vydávat i knihy. Psala romány pro dospělé i pro mládež, veršované pohádky, povídky i rozsáhlé vesnické kroniky a v období první republiky patřila k nejoblíbenějším autorům čteným na vesnici. Příjmení svého literárního pseudonymu si zvolila podle hory Javořice, ležící přibližně pět kilometrů severovýchodně od rodné Studené, křestní jméno Vlasta znamenalo práci pro vlast.
Po podepsání Mnichovské dohody napsala Javořická dopis Stalinovi, v němž se vyznala ze zklamání z toho, že Sovětský svaz Československu nepomohl: „Zvedám svůj hlas k Tobě, Staline, a volám Tě z dřímoty k výčitkám a k soudu!... A tak zrazeni všemi a opuštěni od všech, vydáni napospas nesmírné titánské přesile, jsme se museli vzdát... Veliký Staline, ukázal jsi se malým! Ze všech spojenců zůstal nám pouze jediný, starý a spravedlivý Bůh“. Zřejmě proto byla po německé okupaci její díla vydávána omezeně a od roku 1946 již vůbec ne. Po roce 1948 ji komunisté dokonce jako vesnickou bohačku připravili o všechen majetek. Proto také počátkem roku 1950 emigrovaly její tři dcery i s rodinami do Ameriky, kde je mohla navštívít až v roce 1965. Od roku 1946 do roku 1989 tak v Československu vyšly jenom dva její romány (roku 1968 otiskla Naše rodina na pokračování román Na faře a roku 1969 Zemědělské noviny román Dva mlýny) a její knihy byly vyřazeny z fondů knihoven. Javořická byla nucena psát do šuplíku a její knihy vycházely pouze v USA pro tamější českou menšinu.
Vlasta Javořická zemřela po mozkové mrtvici roku 1979 ve Velkém Újezdu u Moravských Budějovic a pochována byla ve Studené. Masivního vydávání svých děl, ke kterému došlo až po roce 1989, se tak již nedočkala (do roku 2000 vyšly ve velkých nákladech téměř všechny její práce včetně dosud nepublikovaných děl z pozůstalosti).

## Charakteristika díla
Vlasta Javořická se snažila navázat na hodnotnější větev tzv. ženské literatury, hlavně na Růženu Svobodovou a Věnceslavu Lužickou, a usilovala o populární lidovou četbu prodchnutou sentimentem a ušlechtilostí v duchu křesťanské katolické morálky. Je autorkou rozsáhlého díla, které čítá na 240 položek, z čehož je 113 románů a 116 povídek. Její tvorbu lze typově rozdělit do pěti skupin:
- První skupina navazuje na žánrové líčení maloměstských domácností a na sentimentální milostné novely (Osudy srdcí, Dvojí polibek).
- Skupina druhá je populární odnoží vesnického realismu (Bez lásky, Na Veveřím gruntě, Na faře, Granáty).
- Třetí skupinu tvoří zamilované románky se zběžně načrtnutými reáliemi a s důrazem na popis milostného příběhu (Na nůž, Petra), které se dají zařadit do tzv. červené knihovny.
- Zvláštní skupinu její tvorby tvoří práce vzniklé po roce 1948, kdy v obšírných vesnických kronikách popisovala na osudech několika generací selských rodů rozlehlé úseky našich nejnovějších dějin včetně násilné kolektivizace zemědělství (Malá, ale naše, Meze rozorané, Dva mlýny).

| „                                | Na rozdíl od autorčiny starší prózy však nejde výhradně o zamilovanou četbu. Daleko spíš to jsou vesnické kroniky, snažící se mapovat na osudech několika generací selských rodů rozlehlé úseky našich dějin. | “ |
| — Dagmar Mocná: Červená knihovna | |   |

- Vlasta Javořická je také autorkou šestidílné autobiografie Můj život.

### Vydání za autorčina života
- Splněná tužba (1915), povídka
- Dvojí jaro (1920), povídka
- Na faře (1920), román
- Nebeská krůpěj (1921), román
- O šťastném člověku (1921), povídka
- Pohádka jejich života (1921), román
- Pro bratra (1921), román
- Rodina Ambrožova (1922), román
- V zámku a chatrči (1922), povídka pro mládež
- Popelka a jiné povídky (1923), sbírka povídek
- Jiřina (1923), román
- Pro peníze; Stříbrná struna (1923), sbírka povídek
- Dvě růže (1923, 1925), román, dva díly
- Na Veveřím gruntě (1924)
- Trnitou cestou ke štěstí (1924), román
- Bez lásky (1924), román
- Duška (1924), román pro mládež, roku 1995 vydáno pod názvem Matka a dcera
- Vrak rodiny Tomanovy (1924, 1925), román, dva díly, roku 1996 vydáno pod názvem Vykoupené štěstí
- Jan Koloděj (1925), román, roku 1993 vydáno pod názvem Zámecký román
- Jeho pomsta a jiné povídky (1925), sbírka povídek
- Na Radosti (1925), sbírka povídek
- Milostpaní a jiné povídky (1925), sbírka povídek
- Duha (1925), román
- Mezihoří (1925–1926), román, čtyři díly
- Domeček pod lipami (1926), román
- Granáty (1926), román, dva díly
- Hruška v poli (1926), povídka
- Poslední ratolest (1926), román
- Děti štěstěny (1927), román, dva díly
- Letící hvězda (1927), román
- Májová bouře (1927), dvoudílná sbírka povídek
- Prstýnek (1927), román
- Našim dětem (1927), sbírka povídek pro mládež
- Rozkvetlý suchopár (1927), román
- Spasení domu Pýchova (1927), román
- Za pluhem (1927), román
- Blýskání zdaleka (1928), román pro mládež
- Za kouskem štěstí (1928), román, dva díly
- Ve vichřici života (1928), román
- Ticho po pěšině (1928), román
- Vičíhorovina (1928), román
- Brána do ráje (1929), román, dva díly
- Dvojí polibek (1929), román
- Potok (1929), román
- Osudy srdcí (1929, 1930), román, dva díly
- Skryté drahokamy (1930), povídka
- Šla léta (1930), román
- Omyl (1930), román pro mládež
- Na nůž (1930), román
- Třtina ve vichřici (1930), román
- Kletba milionů (1931), román, dva díly
- Do cizích rukou (1931), sbírka povídek
- Děti panímámy Zlatuškové (1932), sbírka povídek,
- Pro rodný krov a jiné povídky (1932), sbírka povídek
- Modré zvonky (1932), román
- Jitřenka (1932), román pro mládež
- Modré z nebe (1932), román
- Ubožáci (1933), román, čtyři díly
- Údolím slz (1933), román
- Vlnobití (1934), román
- Lodě, které se potkávají (1934), román
- Mrtvé oči (1935), román
- Princezna se zlatou hvězdou na čele (1935), román pro mládež
- Otcovský dům (1935), román
- Hory a propasti (1934–1935), román, čtyři díly
- Bříza v bouři (1935), román
- Bílá laň (1936), román
- Maják (1936), román
- Míjející se hvězdy (1936), román, čtyři díly
- Pod tíhou života (1936), román, dva díly
- V nepříznivé půdě (1937), román
- Stříbrný otazník (1937), román, dva díly
- Ztrhané struny (1937), povídka
- Rozdrcené štěstí (1937), román
- Proti zákonu (1937), román
- Požár na obzoru (1938), román
- Fantazie na dovolené (1938), povídka
- Cilka (1938), román pro mládež
- Balvany v cestě (1938), román, dva díly
- Brzkovský Dvořáci (1939), román
- Střechy domova (1939), román
- Mateřství (1939), román, dva díly
- Ze životního filmu (1939, 1940), román, dva díly, roku 1994 vydáno pod názvem Splněný sen
- Láska Ondřeje Vazdy (1940–1941), román
- Čejka v zajetí (1940), román, dva díly
- Vesnice u lesa (1941–1942), román, tři díly
- List ve větru (1942), román
- Oheň bez uhlí (1942), povídka
- Mezi lesy (1943), román
- Předurčení (1943), román, tři díly
- V Samotách (1944), román
- Při západu slunce (1944), román
- Petra (1944), román pro mládež
- Dva mlýny (časopisecky 1969, knižně 1991), román

### Vydání z pozůstalosti
- Vyhaslý krb (1991), román
- Jana (1991), sbírka povídek
- Po kamenité stezce (1991), sbírka povídek
- Malá, ale naše (1992), román
- Meze rozorané (1992), román
- U Dvořáků (1992), román
- Otcova vina (1992), román
- Na pouti (1992), sbírka povídek
- Rodné brázdy (1992), sbírka povídek
- Nezlomená (1993), román
- Pohádka o štěstí (1993) sbírka povídek
- Hlas krve (1993), román, dva díly, roku 2006 vydáno pod názvem Láska a krev
- Čekání na jarní den (1993), román
- Hřivna zakopaná (1994), román
- Kamarádky (1994), román
- Nemám jen sebe (1994), román
- Šťastná hvězda (1994), román
- Ta jejich věrná láska (1994), román
- Obrácení (1994), román
- Bratříček (1994), vzpomínky z dětství
- Vykoupený hřích (1994), román
- Nezhyne rod (1995), román
- Pod horou Javořicí (1995), sbírka povídek
- Na časy (1995), sbírka povídek
- U Ctiborů (1995), sbírka povídek
- Zápasy o štěstí (1995), román
- Žárovky kaštanů (1995), sbírka povídek
- Brázdami života (1996), sbírka povídek
- Do posledního dechu (1996), sbírka povídek
- Host do domu, Hra s ohněm (1996), sbírka povídek
- O splašené koloběžce (1996), sbírka povídek pro mládež
- Srdce hladová (1996), román
- Ta čtvrtá (1996), román
- Čisté srdce (1997), román
- Matčin osud (1997), sbírka povídek
- Na pevném základě (1997), román
- Rackové (1997), román
- Vítězná láska (1997), román
- Dana (1998), román
- Když přišlo jaro (1998), román
- Malý člověk s velkým srdcem (1998), román
- Mraky nad zemí (1998), román
- Princezna (1998), román
- Zlatý ptáček (1998), román
- Obrázky z Vysočiny (1999), sbírka povídek
- Podemleté Břehy (1999), román, dva díly
- Pohádka svatováclavských oslav (1999), sbírka povídek
- Zvláštní případ (1999), román
- Můj život (1999–2000), vzpomínky, šest dílů, autorka psala svůj životopis postupně během celého svého života ručně do několika sešitů jako rodinnou kroniku
- Poslání (2000), sbírka povídek
- Boží mlýny (2001), román
- Dočkala se (2001), sbírka povídek
- Koukol v pšenici (2001), sbírka povídek
- Na scestí (2001), sbírka povídek
- V lesním zátiší (2001), sbírka povídek
- Matka panna (2002), román, dva díly
- V měsíci máji (2002), sbírka povídek
- Jitčino bloudění (2003), sbírka povídek
- Věrné milování (2003), román
- Dvě Andulky (2004), sbírka povídek
- Jabloň v květu (2005), román
- Na hrobech zelených (2005), román
- Macecha (2006), sbírka povídek
- Pyšný dům (2008), sbírka povídek
- Bez požehnání (2008), sbírka povídek
- Povídky pod polštář (2010), sbírka povídek.
- Čápi (2010), sbírka povídek.
- Svatý hřích (2012), sbírka povídek.
- Z lásky (2013), sbírka povídek.
- Tři sestry (2016), sbírka povídek.

## Posmrtné připomínky
- Na rodném domě Vlasty Javořické ve Studené (č. 25) je od roku 1999 pamětní deska[11]
- Knihovna ve Studené nese od roku 2002 spisovatelčino jméno[12]